# Be Mine, Valentine
Be Mine, Valentine è il primo EP dei Drop Dead, Gorgeous, pubblicato su etichetta Rise Records il 10 gennaio 2006. Knife Vs. Face: Round I e Well, I Never Knew You Were So Much Fun sono poi state registrate nuovamente e incluse nel primo album della band, In Vogue, uscito più tardi nel corso dell'anno.

## Tracce
1. Forever Scarlet – 1:27
2. Bullets Are Scene – 3:25
3. Knife Vs. Face: Round I – 2:31
4. Love Is Murder – 1:23
5. Well, I Never Knew You Were So Much Fun – 1:36
6. Knife Vs. Face: Round II – 1:38

## Formazione
- Danny "Stills" Stillman - voce
- Aaron Rothe - tastiere e voci secondarie
- Danny Cooper - batteria
- Jake Hansen - basso
- Kyle Browning - chitarra e voci secondarie
- Dan Gustavson - chitarra